# Wasit (governació)
La Governació de Wasit (en àrab: واسط, romanitzat: Wāsit) és una governació d'Iraq situada al centre-oriental del país, al sud-est de Bagdad, a la frontera amb Iran. Abans de 1976 rebia el nom de província de Kut. La seva capital està situada a la ciutat de Kut all-Amara. A més a més, també hi ha les ciutats d'Al-Hay i d'Al-Suaira.
El seu nom prové de la paraula que en àrab significa "mig", nom que va rebre l'antiga ciutat de Wasit, a les ribes del Tigris, entre Bagdad i Basora. La ciutat de Wasit fou abandonada quan es va canviar el curs del riu Tigris. A la província hi ha aiguamolls de Mesopotàmia de Suwayja, Al-Attariya i Hor Adelmj.
La governació de Wasit té una superfície de 17.153 i una població de 1.149.059 habitants (2015). El seu índex de desenvolupament humà (2021) és de 0,656.6

## Geografia
La governació de Wassit, a l'est d'Iraq limita amb Iran. Els dos països estan connectats a la governació per la frontera de Baramad. També limita amb les governacions de Diyala, Bagdad, Babil, Qadissiyya, Thi-Qar i Missan.
La província està irrigada pel riu Tigris i té desert al nord-est de la regió.

### Clima
La temperatura màxima del gener és de 16°C i del gener és de 42°C. La temperatura mínima del gener és de 5°C i el juliol de 26°C. La pluja es concentra als mesos hivernals.

## Demografia
La governació de Wasit té 1.149.059 habitants (2015). La majoria de la seva població són àrabs xiites. Els aiguamolls han estat habitats tradicionalment pels àrabs dels aiguamolls. A més a més, també hi ha minories de kurds de la tribu feyli a l'est de la ciutat de Badra, a la frontera amb l'Iran. També hi ha una comunitat de Luris (poble iranià relacionat amb els farsi) que viuen a l'est de Kut.
El 42,1% de la població és rural i el 57,9% és urbana.
El 2007 a la província hi ha un 10% dels seus treballadors actius en atur i un 35% dels seus habitants són considerats pobres.
| 1977    | 1987    | 1997    | 2009      | 2018      |
| ------- | ------- | ------- | --------- | --------- |
| 415.000 | 564.670 | 783.614 | 1.150.079 | 1.378.723 |

## Història

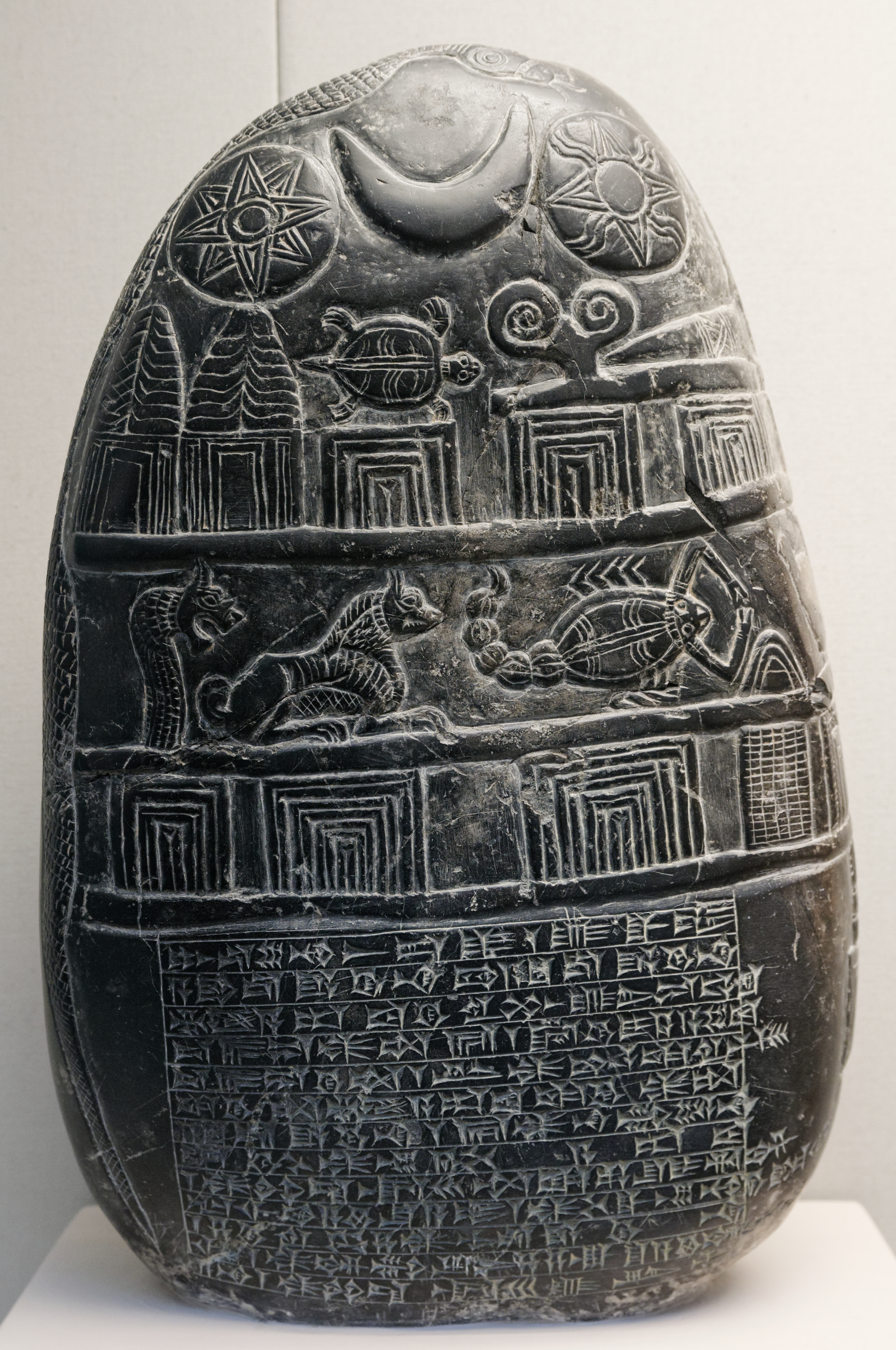
Kudurru d'Ixtaran

S'han trobat restes d'humans a la governació de Wasit des del Mil·lenni VII aC.
A prop de la ciutat de Badra hi ha l'antiga ciutat estat sumèria de Der (o Tell Aqar). Der estava situat a l'est del riu Tigris, a la frontera entre Sumer i Elam. Va estar ocupada entre el Període dinàstic arcaic i l'Imperi Neoassiri. A les excavacions de Der s'hi han trobat objectes notables com un Kudurru, tot i que ha estat malmès per l'aigua. Ixtaran, déu de la Mitologia sumèria és la deïtat local de Der.
A la governació de Wasit també s'hi han trobat altres jaciments arqueològics:
- Abad (o Ubab), una ciutat sumèria antiga situada entre Telloh i Nippur, a l'actual Bismaya. Poblada des del Tercer mil·lenni abans de Crist.[7]
- Wasit, una ciutat islàmica construida per al-Hajjaj ibn Yusuf l'any 702 a l'oest del Tigris, al sud-est de la ciutat de Kut.[8]

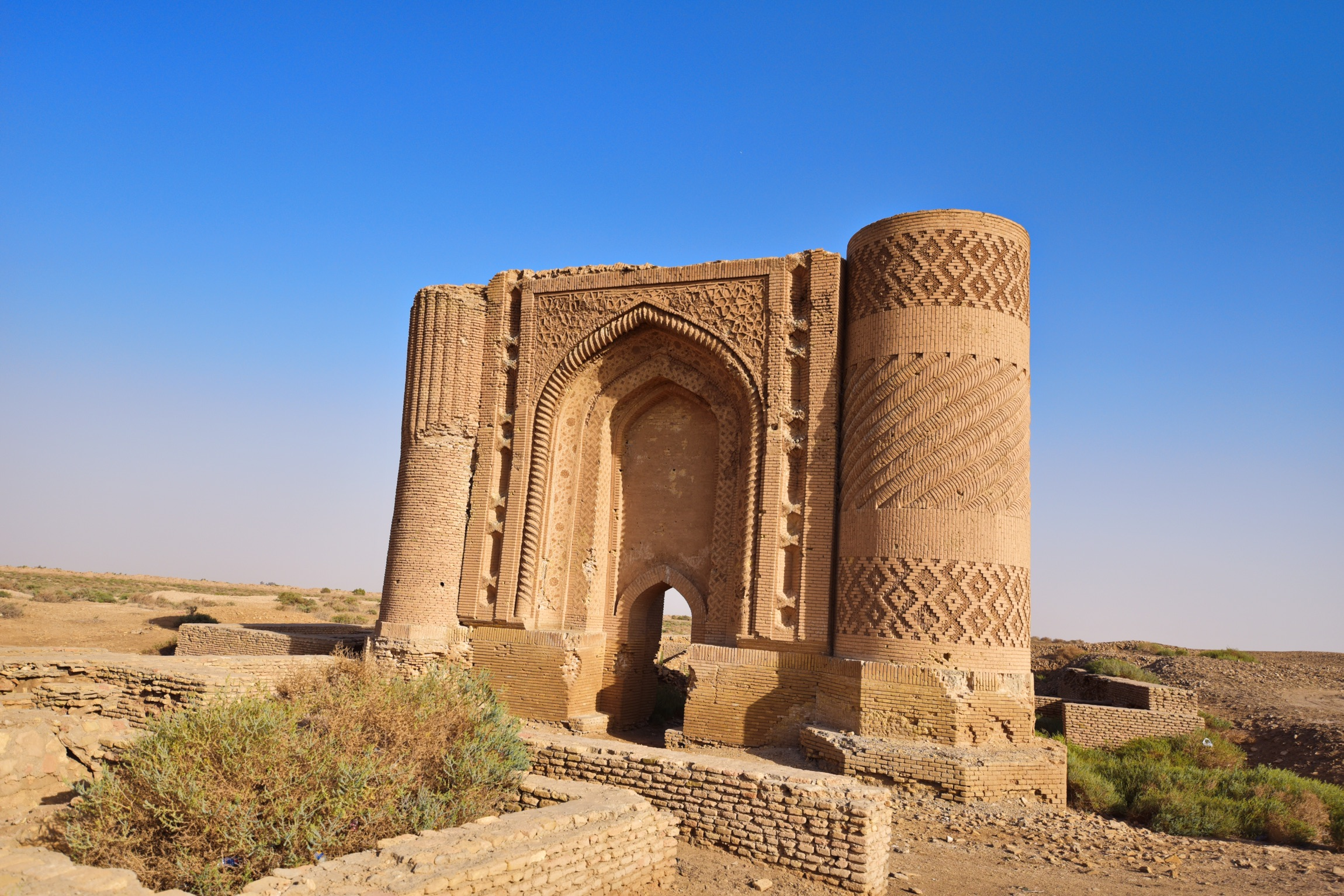
Restes de la ciutat de Wasit

Durant la I Guerra Mundial, a la governació de Wasit els britànics pateixen una important derrota.

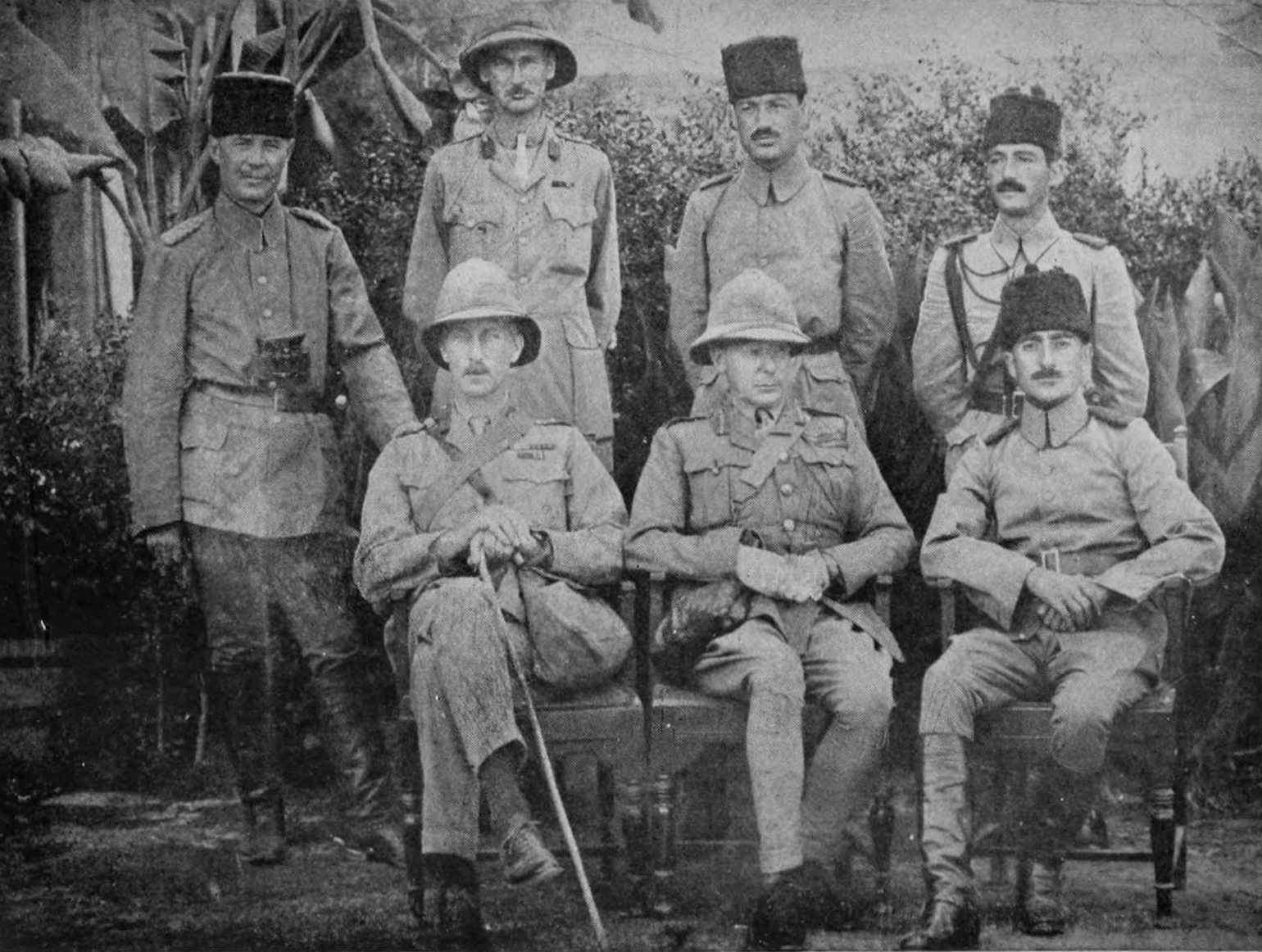
Townshen, Khalil Pasha i altres oficials després de la rendició de les forces de Kut el 1916

A la dècada de 1970 els kurds failli de la governació pateixen persecucions i 40.000 fugen a l'Iran. El decret 666 de 1980 declara que tots els kurds failli perden la ciutadania iraquiana i han de fugir a camps de refugiats. Només permaneixen a Iraq una petita minoria, tot i que perden els seus drets bàsics.
A la governació de Wasit hi va haver batalles durant la Guerra Iran-Iraq. La batalla dels aiguamolls (febrer de 1983) és el combat més destacat. Iran fa un atac amfibi a la zona dels aiiguamolls. El resultat d'aquesta batalla fou una victòria pírrica de l'Iran, ja que no aconsegueixen ocupar l'illa de Manjnoon i altres parts de l'aiguamoll Hawr Al Hawiza. Durant aquesta batalla es van enfrotnar entre 250.000 i 350.000 tropes. Els iraquians van perdre 3.000 combatents, 9.000 foren ferits i van perdre 60 tancs. Els iranians van patir 20.000 baixes, 30.000 ferits i 1.000 soldats capturats. La guerra Iran-Iraq provoca que es persegueixin els kurds faillís de la província, que són acusats de ser iranians.

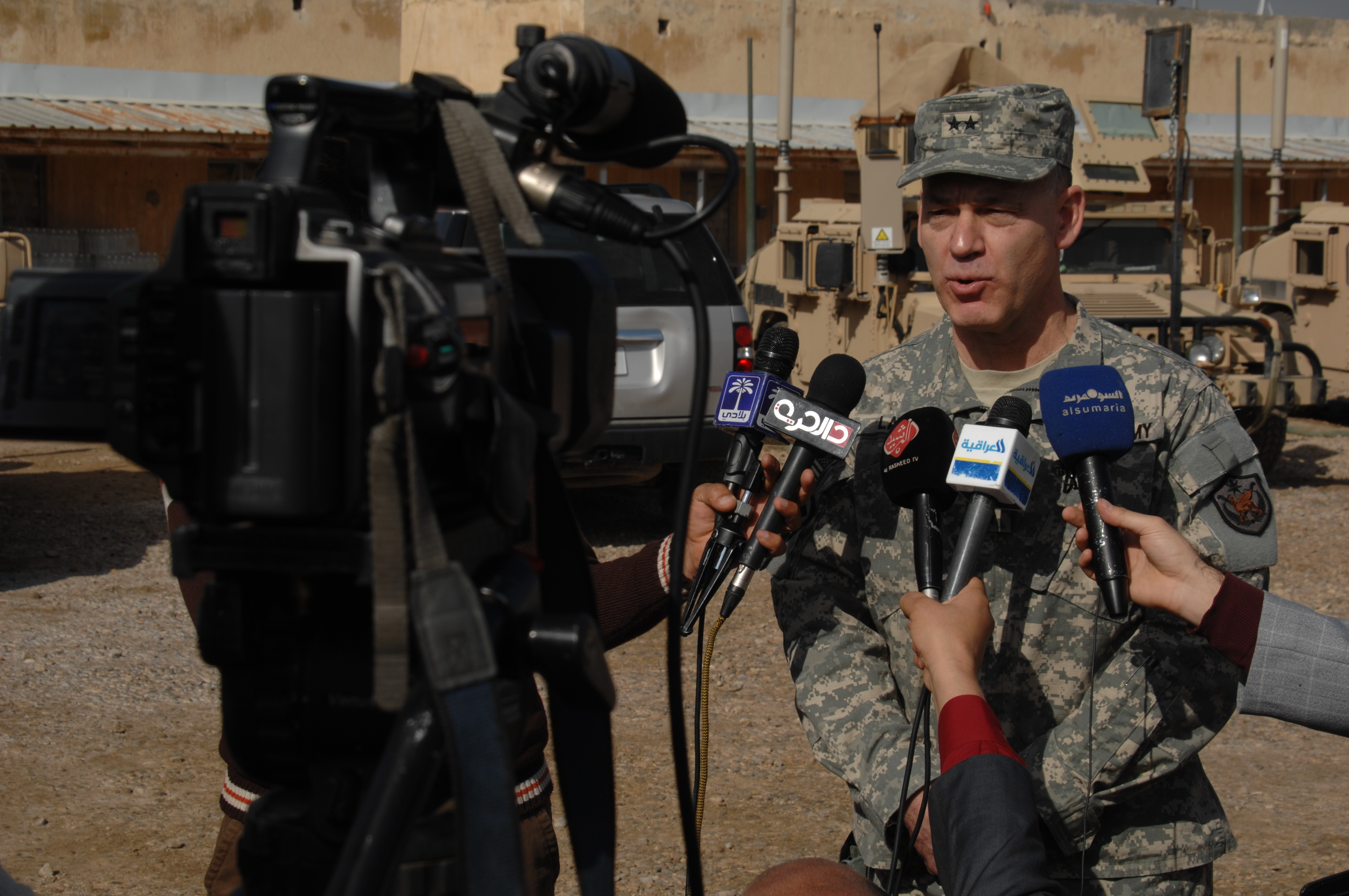
Soldats estatunidencs parlen amb periodistes iraquians durant un tour del FOB Delta el 11 de gener de 2010

Durant la Invasió de l'Iraq de 2003 tropes estatunidenques travessen la ciutat de Kut camí de Bagdad i prenen el control dels ponts sobre el Tigris. El camp d'aviació de Kut esdevé una base militar dels ocupants i un centre d'entrenament de les  forces de seguretat iraquianes.
Durant l'aixecament del 2004 de l'Iraq l'exèrcit d'al Mahdi ocupa temporalment la ciutat de Kut (del 6 al 16 d'abril) abans de ser derrotat per la Coalició Miltinacional d'Iraq (de l'OTAN).
El 2006, la nova llei de Nacionalitat Iraquiana anula el decret 666 i els kurds iraquians tornen a obtenir la ciutadania. Tot i això, els refugiats que havien fugit a l'Iran no l'aconsegueixen fàcilment, ja que han de provar el seu origen iraquià.
El 8 de gener del 2022 hi ha enfrontaments entre manifestants i miícies iraquianes a la plaça de Kut. S'ha reportat que els membres de la milícia d'Al-Asaib han disparat contra els manifestants sense que s'hagin reportat baixes personals.

## Divisions administratives i govern
Els districtes de la governació de Wasit són Al-Hai, Al-Kut, Al-Na'maniya, Al-Suwaira, Aziziya i Badra.
Malik Khalaf és el governador i Ahmed Salu Abdu Salam és el vicegovernador.

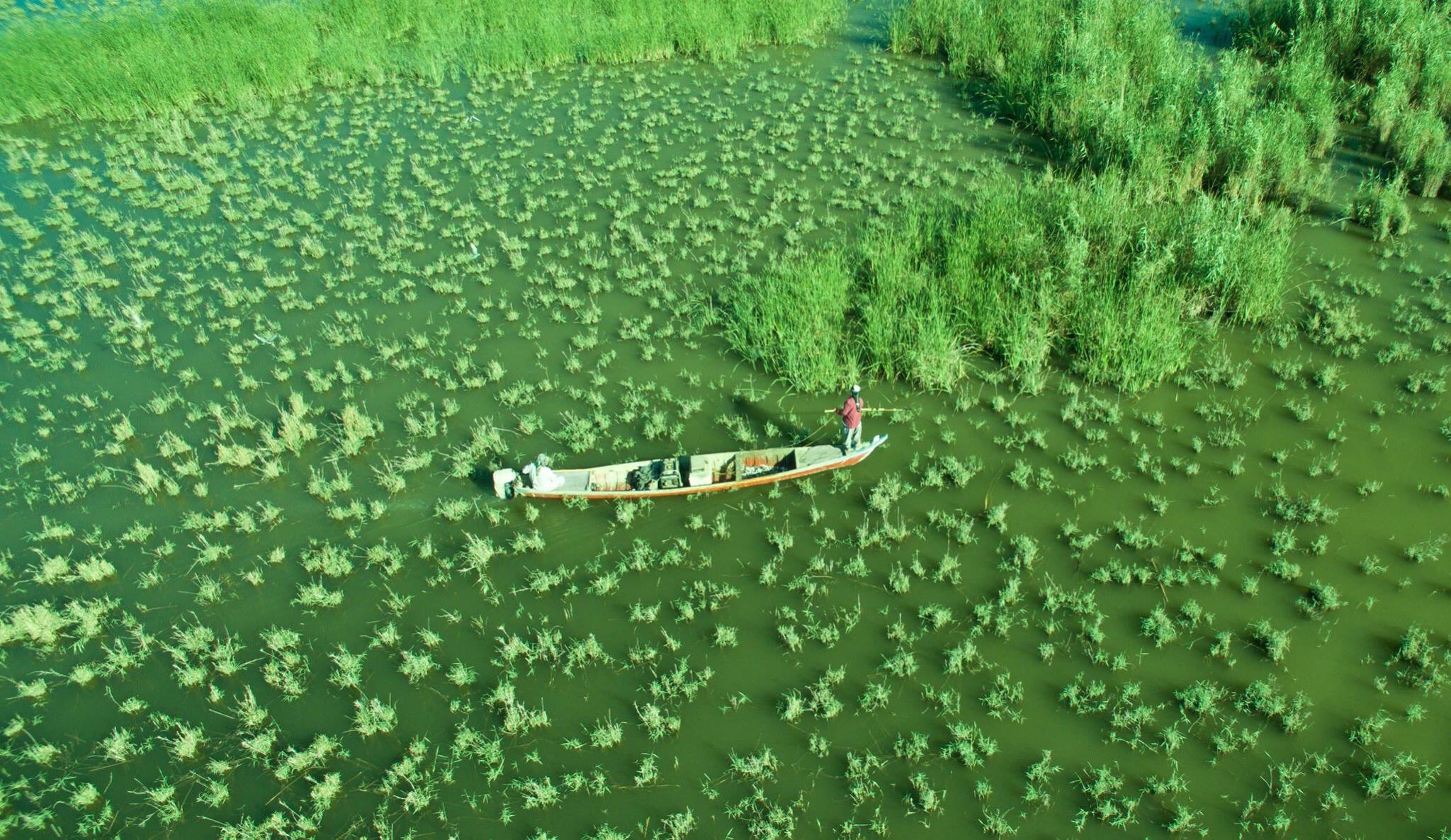
Aiguamolls mesopotàmics al Tigris

## Economia
El sector més important de la governació és el comerç, ja que és un centre de comerç a través del riu Tigris que connecta el nord i el sud del país.També hi ha passos fronterers que l'uneixen amb l'Iran. Kut és un mercat agrari important i la governació disposa de cultius de cereals. També hi ha pesca i indústries (tèxtil, paquetatge). El 2013 camp de petroli de Badra produeix 3 bilions de barrils.